# Carine Debode
Carine Debode (1956) is een Belgische voormalige atlete, die gespecialiseerd was in het hordelopen. Zij werd eenmaal Belgisch kampioene.

## Loopbaan
Debode nam in 1973 deel aan de Europese kampioenschappen voor junioren in Duisburg. Op de 100 m horden werd ze uitgeschakeld in de reeksen. Op de 4 x 100 m estafette werd ze met de Belgische ploeg zevende. Ze werd dat jaar ook Belgisch kampioene op de 100 m horden.
Debode was aangesloten bij Kortrijk Sport.

## Belgische kampioenschappen
| Onderdeel    | Jaar |
| ------------ | ---- |
| 100 m horden | 1973 |

## Persoonlijke records
| Onderdeel    | Prestatie | Datum | Plaats |
| ------------ | --------- | ----- | ------ |
| 100 m horden | 14,1 s    | 1974  |        |
| 200 m horden | 29,3 s    | 1974  |        |

## Palmares

### 100 m horden
- 1973: 6e in series EK junioren in Duisburg - 14,70 s
- 1973:  BK AC - 14,4 s

### 4 x 100 m
- 1973: 7e EK voor junioren in Duisburg – 47,00 s